# Поденко ибиценко
Поде́нко ибице́нко (исп. podenco ibicenco), или ивисская борзая, или ибизан (кат. ca eivissenc), — порода охотничьих собак. Стройная, спортивного вида собака, соответствующая общим признакам борзых, хотя в классификации Международной кинологической федерации отнесена к группе пород примитивного типа. Существуют разновидности ивисской борзой в зависимости от типа шерсти: гладкошёрстная разновидность распространена более других, жесткошёрстная встречается реже, самая редкая — длинношёрстная. Применяется для безружейной охоты на кроликов и мелкую дичь, в наши дни используется также как спортивная собака для бегов и курсинга, собака-компаньон.

## История породы
Считается, что ибизаны — порода, прямо происходящая от древних борзых Ближнего Востока. Изображения собак, похожих на ивисскую борзую, найдены в египетских пирамидах датируются 3000 годом до н. э. и ранее. Считается, что эти собаки распространились по Европе благодаря финикийцам, которые в VIII веке до н. э. основали поселение на острове Элвисса (ныне Ивиса). Порода распространена не только на Ивисе, но и на Мальорке, Менорке и Форментере, под различными названиями (Мальорки, Ксарнело, Балеарская собака и др.) распространена также в Каталонии, окрестностях Валенсии, в Руссильоне и Провансе. Однако согласно другой точке зрения, основанной на исследовании генетических различий между породами в 2004 году, ивисская борзая сформировалась относительно недавно путём комбинации нескольких пород и похожа на старинных египетских собак лишь внешне.
Местные крестьяне держали этих собак для охоты на кроликов и другую мелкую дичь. Ибизаны не использовались для спорта и развлечений, поэтому содержались как рабочий скот, отбор производился по наилучшим охотничьим качествам и скорости. Благодаря специализированному целевому отбору поденко ибиценко обладают чрезвычайно развитыми зрением, обонянием и слухом, в отличие от большинства борзых могут охотиться не только днём, но и ночью. Кроме того, эти собаки имеют «мягкую хватку» и могут приносить охотнику добычу живьём.

## Внешний вид

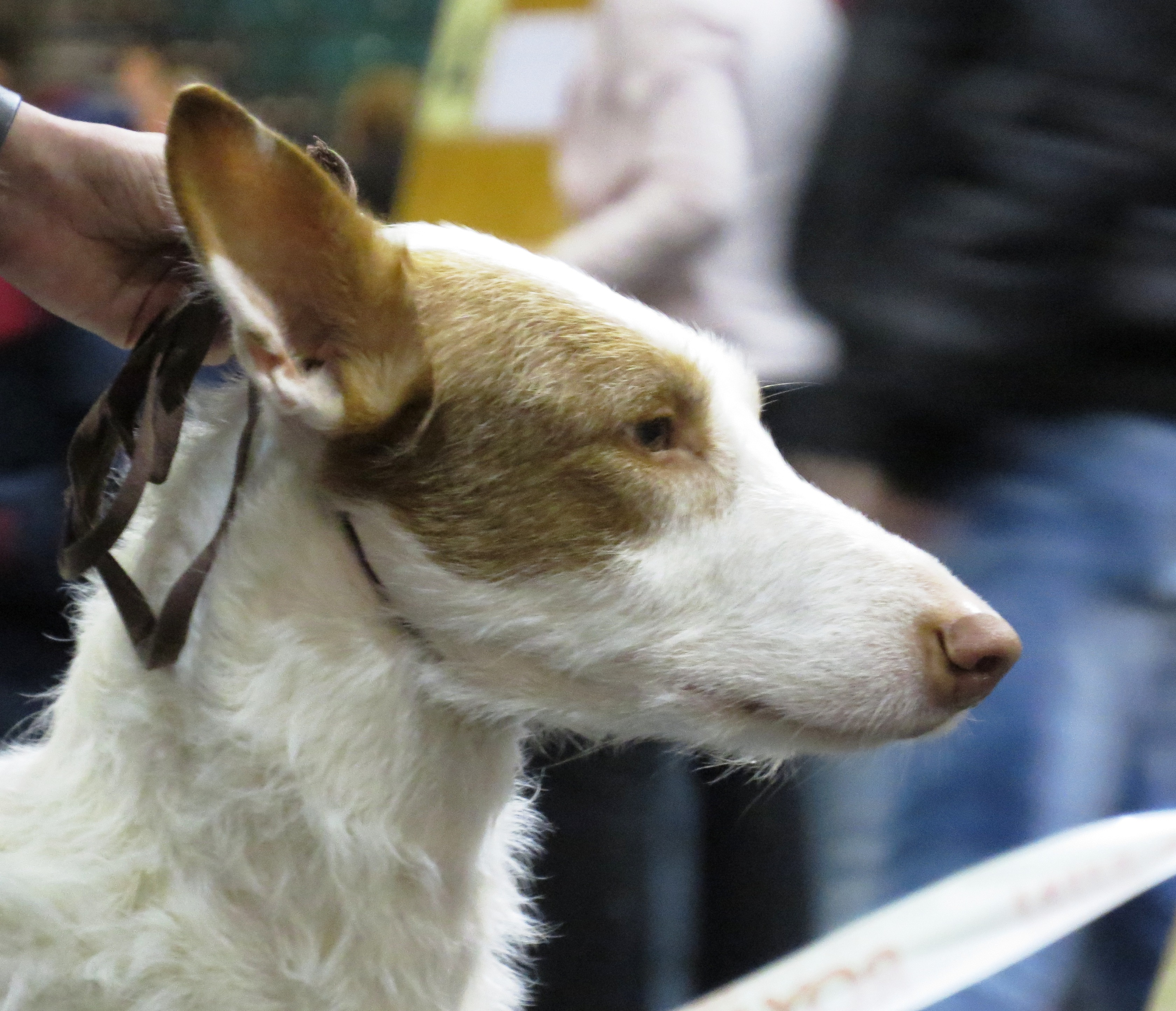
Голова жесткошёрстного поденко ибиценко

Поденко ибиценко — высокая, стройная, элегантная собака. Голова длинная, узкая, морда слегка выпуклая, длина морды равна длине черепа. Нос светлый, глаза янтарные, миндалевидные. Порода примечательна благодаря большим, вертикально стоящим, подвижным ушам в форме вытянутого ромба. Шея длинная, изогнутая. Лопатки короткие, достаточно выделяются, грудина заметно выступает. Ноги длинные, спина ровная, сильная, от бедра к хвосту слегка наклонённая. Длинный хвост посажен низко, при тревоге поднимается кверху.
Шерсть гладкая или жёсткая. Гладкая шерсть — густая, блестящая, но не шелковистая. Жёсткая шерсть должна быть грубой и очень густой. Длинная шерсть мягче, длина волоса не менее 5 см.
Окрас рыжий с белым, чисто рыжий или белый. Рыжий должен быть ярким, каштановым до светло-коричневого. Палевый окрас нежелателен, а для гладкошёрстной разновидности запрещён.

## Темперамент и использование
Поденко ибиценко — активная и умная собака. Для содержания ибизанов необходима хорошо ограждённая территория, так как собака очень прыгучая, считается, что они могут лазать по деревьям. Собаки игривы, в целом неплохо ладят с детьми.
Испанские крестьяне традиционно держали одну или двух собак для охоты, поэтому ибизаны способны охотиться в одиночку или в паре. Поденко ибиценко охотятся и в стае численностью до 15 собак, что требует умения взаимодействовать: когда одна собака обнаруживает добычу, остальные окружают её на некотором расстоянии и выжидают необходимости подключиться к травле зверя или его сородичей. В стае работают исключительно суки и не более одного кобеля, так как кобели часто отвлекаются на выяснение отношений между собой. После долгих и успешных охот в стае ибизаны могут отказываться от работы — им требуется довольно продолжительный отдых.